# Mildbraediodendron
Mildbraediodendron es un género monotípico de plantas con flores perteneciente a la familia Fabaceae. Su única especie:  Mildbraediodendron excelsum Harms, es originaria de África tropical.

## Descripción
Es un árbol caducifolio que alcanza los 20-50 m de altura, con tronco recto o ligeramente sinuoso de 75 cm de diámetro, y con alas contrafuertes, hasta los 3 m de altura, con la corona abierta.

## Distribución
Se distribuye por los bosques; a ± 790-1000 m altura en Camerún, República Centroafricana, Ghana, Nigeria, Sudán, Uganda y República Democrática del Congo.